# A Day at the Races
A Day at the Races (en español: Un día en las carreras) es el quinto álbum de estudio de la banda de rock Queen, lanzado al mercado por EMI el 10 de diciembre de 1976. Fue el primer álbum producido solo por la banda, después de coproducir sus primeros cuatro álbumes junto a Roy Thomas Baker (Queen, Queen II, Sheer Heart Attack y A Night at the Opera) y John Anthony (Queen).
El álbum fue grabado en los Estudios Sarm West, The Manor and Wessex en Inglaterra y con el ingeniero Mike Stone. El título del álbum es una referencia directa al anterior, A Night at the Opera. Ambos álbumes están titulados como películas de los hermanos Marx.

## Recepción y crítica
El Washington Post describió a A Day at the Races como "una mezcla juiciosa de roqueros de heavy metal y clásicamente influenciado, con canciones casi de ópera". El Winnipeg Free Press también estaba agradecido, escribiendo A Day at the Races es la reconfirmación de la posición de Queen como el mejor [grupo] de la tercera ola de grupos de rock ingleses". Circus ofrece una crítica agridulce, escribiendo: "Con A Day at the Races han abandonado art-rock por completo. Es ridículo, y maravillosamente descarado".  El permanente detractor de Queen, Dave Marsh, escribiendo en la revista Rolling Stone, fue menos elogioso, describiendo a Freddie Mercury como poseedor de una mera voz pop pasable, y concluye: "Queen probablemente alcanzará el tope de las listas hasta que uno u otro de sus líderes se inquieta y cree otra versión", algo que finalmente no sucedió.

## Lista de canciones
| CD  |                                        |              |          |  |
| N.º | Título                                 | Escritor(es) | Duración |  |
| 1.  | «Tie Your Mother Down»                 | May          | 4:51     |  |
| 2.  | «You Take My Breath Away»              | Mercury      | 5:07     |  |
| 3.  | «Long Away»                            | May          | 3:34     |  |
| 4.  | «The Millionaire Waltz»                | Mercury      | 4:57     |  |
| 5.  | «You and I»                            | Deacon       | 3:30     |  |
| 6.  | «Somebody to Love»                     | Mercury      | 5:00     |  |
| 7.  | «White Man»                            | May          | 5:00     |  |
| 8.  | «Good Old-Fashioned Lover Boy»         | Mercury      | 2:54     |  |
| 9.  | «Drowse»                               | Taylor       | 3:46     |  |
| 10. | «Teo Torriate (Let us Cling Together)» | May          | 6:00     |  |

| Bonus Hollywood Records 1991 |                                                                              |              |          |  |
| N.º                          | Título                                                                       | Escritor(es) | Duración |  |
| 11.                          | «Tie Your Mother Down (1991 Bonus Remix)» (1991 bonus remix by Matt Wallace) | May          | 3:44     |  |
| 12.                          | «Somebody To Love (1991 Bonus Remix)» (1991 bonus remix by Randy Badazz)     | Mercury      | 5:00     |  |

| CANCIONES EXTRA |                                                     |              |          |  |
| N.º             | Título                                              | Escritor(es) | Duración |  |
| 1.              | «Tie Your Mother Down (Single Version)»             | May          | 4:48     |  |
| 2.              | «Tie Your Mother Down (Hollywood Records Remix)»    | May          | 3:41     |  |
| 3.              | «Tie Your Mother Down (Backing Track Mix 2011)»     | May          | 3:41     |  |
| 4.              | «You Take My Breath Away (Instrumental)»            | Mercury      | 3:14     |  |
| 5.              | «You Take My Breath Away (Hyde Park'76)»            | Mercury      | 2:58     |  |
| 6.              | «You Take My Breath Away (Live At Earls Court'77)»  | Mercury      | 3:01     |  |
| 7.              | «Somebody To Love (Hollywood Records Remix)»        | Mercury      | 4:58     |  |
| 8.              | «Somebody To Love (Live At The Bowl'82)»            | Mercury      | 7:53     |  |
| 9.              | «Good Old Fashioned Lover Boy (Top Of The Pops'77)» | Mercury      | 2:50     |  |
| 10.             | «Teo Torriate (HD Mix)»                             | May          | 5:46     |  |

## Sencillos
En el Reino Unido la primera pista que se lanzó como sencillo fue "Somebody to Love, el 12 de noviembre de 1976 (EMI 2565), alcanzando el #2 en el UK Singles Chart. "Tie Your Mother Down" seguido el 4 de marzo de 1977 (EMI 2593), alcanzando el #1, y "Good Old-Fashioned Lover Boy", lanzado el 20 de mayo de 1977, alcanzó el puesto # 17. En los EE. UU., "Somebody to Love" fue lanzado el 10 de diciembre de 1976 (Elektra E45362) y alcanzó el número 13. Fue seguido por "Tie Your Mother Down" (Elektra E45385) en marzo de 1977, que alcanzó el # 49. Ambos fueron lanzados en Japón: además, "Teo Torriatte" también fue lanzado exclusivamente en Japón y llegó al puesto 48 en el país asiático.

## Reediciones
El álbum fue reeditado como parte de las remasterizaciones de Hollywood Records en 1991. También fue reeditado por Parlophone en varios países europeos en 1993, remasterizado y, a veces, con una lista de canciones y tiempos modificados (debido a la ubicación del comienzo de "Tie Your Mother Down" en su propio tema, titulado "Intro". En 1996, Mobile Fidelity Sound Lab publicó una remasterización del álbum en los Estados Unidos tanto en CD (numerado UDCD 668) como en vinilo (numerado MFSL-1-256).
El 8 de noviembre de 2010, la compañía discográfica Universal Music anunció una reedición remasterizada y ampliada del álbum que se lanzará en mayo de 2011. Esto fue parte de un nuevo contrato discográfico entre Queen y Universal Music, que marcó el final de la asociación de casi 40 años de Queen con EMI Records. 
Todos los álbumes de la banda fueron remasterizados y reeditados por Universal en 2011.

## Personal
- Freddie Mercury: piano (excepto en «Tie Your Mother Down», «Long Away», «White Man», «Drowse» y «Teo Torriatte (Let Us Cling Together)»), voz principal (excepto en «Long Away» y «Drowse»), coros
- Brian May: guitarra eléctrica, piano (en «Teo Torriatte (Let Us Cling Together)»), coros, voz principal (en "Long Away"), armonio (en «Tie Your Mother Down» - introducción y «Teo Torriatte (Let Us Cling Together)»), guitarra acústica y slide guitar (en "Drowse")
- John Deacon: bajo, guitarra acústica en "You and I", coros en "Tie Your Mother Down"
- Roger Taylor: batería, coros y percusión; voz principal, timpani y guitarra rítmica en "Drowse"